# Escocia en la Alta Edad Media

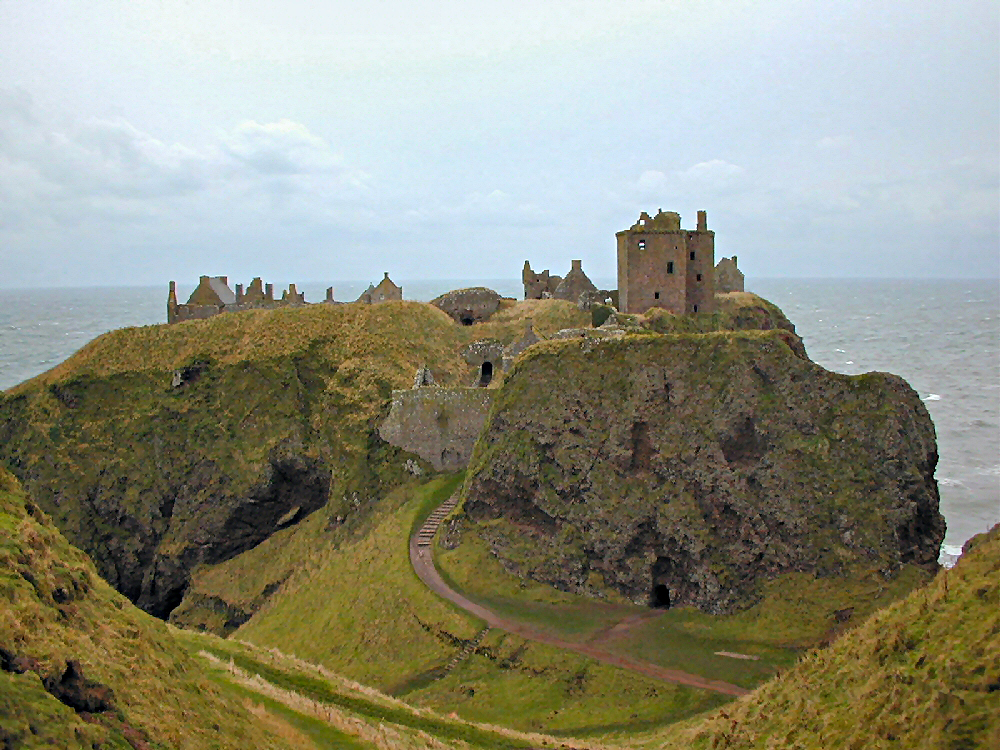
El castillo de Dunnottar en el Kincardineshire ocupa una de las mejores posiciones defensivas en Gran Bretaña. El sitio, construido en el siglo xiii, estuvo en uso durante la Alta Edad Media.

La historia de Escocia en la Alta Edad Media abarca desde la muerte de Donald II hasta la muerte del rey Alejandro III, que llevó indirectamente a las Guerras de independencia de Escocia.
En los siglos x y xi, el norte de Gran Bretaña estuvo cada vez más dominado por la cultura gaélica y por el señorío gaélico de Alba, conocido en latín como "Albania" o "Scotia" y en inglés como "Scotland". Desde el este de Escocia al norte del río Forth, el reino adquirió el control de las tierras situadas al sur. Tuvo una cultura floreciente, y abarcó la mayor parte de la población de habla gaélica. 
Después del reinado de David I, los monarcas escoceses eran descritos más como "escoto-normandos" que gaélicos, por preferir la cultura francesa a la cultura nativa escocesa. Esto dio lugar a una "Conquista Normanda" de Escocia, una de cuyas consecuencias fue la propagación de las instituciones y valores sociales franceses. Las primeras ciudades, llamadas burgos, aparecieron en esta misma época y con estos burgos, se propagó también el inglés medio. Hasta cierto punto, estos acontecimientos fueron contrarrestados por la adquisición de los "nórdico-gaélicos" del oeste y la "gaelización" de muchas familias de origen francés o normando. Este período se cierra con lo que se ha llamado un renacimiento gaélico y la integración en las gentes de una identidad nacional escocesa. Estos cambios económicos, institucionales, culturales, religiosos y legales acercaron a Escocia a Inglaterra y al continente europeo. Para el año 1286, las fronteras políticas del reino de Escocia eran muy parecidas a las de la Escocia moderna.

## Historiografía
Escocia está relativamente bien estudiada en este periodo. Cada año salen nuevas obras y la investigación de la Escocia medieval está en continua renovación. Los estudiosos del tema están divididos en dos grandes categorías: célticos y normandistas. Los primeros, como David Dumville, Thomas Owen Clancy y Dauvit Broun, están interesados en la cultura nativa del país, y suelen tener formación lingüística en las lenguas celtas. Los normandistas se refieren a las culturas francesa y normanda que se introdujo en Escocia después del siglo xi. El más destacado de estos estudiosos es G.W.S. Barrow, quien ha dedicado su vida a estudiar el feudalismo en el Reino Unido y Escocia durante la Alta Edad Media.

## Orígenes del Reino de Alba

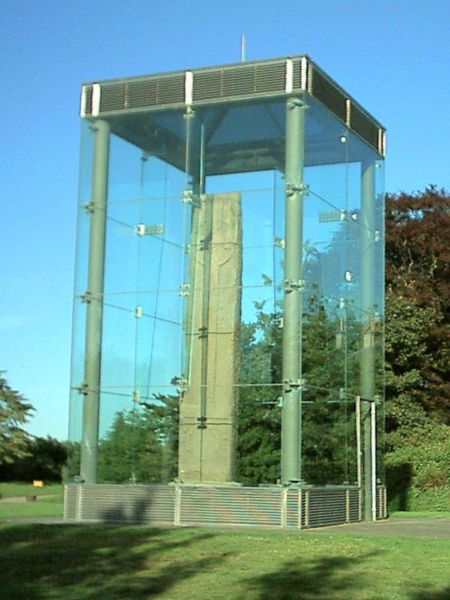
La Piedra de Sueno, localizada en Forres, en el antiguo reino de Fortriu, es un testimonio de los Reyes Pictos.

Durante la ocupación del Imperio romano, la provincia de Britania terminaba al norte en el Muro de Adriano. Entre este muro y el Muro de Antonino, los romanos promovieron una serie de estados colchón o gobiernos títere separando el territorio de Roma del de los pictos. Alrededor del año 400, estos estados satélite formaron el Yr Hen Ogledd, y en el 900, el Reino de los Pictos (Fortriu), tras unirse al Reino de Dalriada, se había convertido en el Reino de Escocia o Alba.
En el siglo x, la élite escocesa comenzó a desarrollar un mito de la conquista para explicar su gaelización. Un mito conocido como la Traición de MacAlpin, en el que se supone que Kenneth MacAlpin aniquiló a los nobles pictos en una reunión posterior a una decisiva batalla. Las versiones más tempranas incluyen la vida de San Cathroe de Metz y genealogías reales que trazan sus orígenes hasta Fergus Mór. En el reinado de Malcolm III, la Dual Albanach formalizó el mito en la tradición poética gaélica. En los siglos xiii y xiv, estas tradiciones se incorporaron en lo que se conoce como Manuscrito Poppleton y en la Declaración de Arbroath. Esto se creyó durante mucho tiempo; incluso el rey Jacobo VI de Escocia y I de Inglaterra se creía descendiente del rey Fergus.
Sin embargo, los historiadores modernos han empezado a rechazar esta concepción de los orígenes escoceses. Ninguna de las fuentes contemporáneas mencionan esta conquista. Además, la gaelización de los pictos fue un largo proceso anterior a Kenneth, y se pone de manifiesto en el hecho de que los gobernantes pictos hablaban gaélico, el mecenazgo de poetas gaélicos por la realeza picta, las inscripciones gaélicas y los nombres de lugares en gaélico. El título de Rey de Alba, no empezó a usarse hasta el siglo x; posiblemente sea una traducción gaélica de "Pictland". El cambio de identidad quizás pueda explicarse con el desuso del idioma picto, pero también de una identidad escocesa cada vez más arraigada en la Iglesia picta a cargo de Constantino III y también por la conquista vikinga, que llegó al centro del Reino Picto, en Fortriu.
Fuera de Alba, el Reino de Strathclyde en el valle del río Clyde se mantuvo semiindependiente, al igual que la región de Argyll y las islas al oeste (antes Dal Riata). El sureste fue absorbido por el reino de Bernicia en el siglo vii, y otros invasores germánicos, los nórdicos, empezaron a incorporar gran parte de las islas del norte y del oeste, además del área de Caithness. Galloway también estuvo bajo la influencia nórdico-gaélica, pero no había ningún reino en esa zona. No obstante, las fuentes contemporáneas citan a algunos reyes vikingos como monarcas del reino de Rhinns: Olaf Sigtryggsson (m. 1034), Echmarcach mac Ragnaill (rex innarenn, m. 1065), Mac Congail (rí na Rend, m. 1094).

## Reino de Alba o Escocia

### Reyes gaélicos: de Donald II a Alejandro I
Donald II fue el primer rey que fue llamado rí Alban («rey de Alba») cuando murió en el Castillo de Dunnottar en el año 900. Hasta entonces, a sus predecesores se los había llamado Rey de los Pictos o Rey de Fortriu. Esta aparente innovación en las crónicas gaélicas es tomada para señalar el nacimiento de Escocia, pero no hay nada de especial en su reinado que pudiera confirmarlo. Donald tenía el apodo de el Loco, o, en las primeras leyes irlandesas, un hombre que no tenía control de sus propias funciones, y por lo tanto, sin culpabilidad legal. De hecho, en el reinado de su sucesor, Constantino II, es considerado la clave para la formación del Reino de Alba. A pesar de algunos contratiempos, fue durante su casi medio siglo de reinado que los escoceses se vieron fuera de peligro de que los vikingos expandieran su territorio más allá de las Hébridas Exteriores, las islas del Norte y el área de Caithness.
EL período entre el ascenso al trono de Malcolm I y Malcolm II estuvo marcado por unas buenas relaciones con la Casa de Wessex, que entonces gobernaba Anexo:Monarcas británicos, una desunión interna dinástica, y a pesar de esto, una política expansionista exitosa. En el 945, Malcolm I recibió Strathclyde como parte de una deuda con el rey Edmundo I de Inglaterra, una compensación por la pérdida del control sobre Moray. En algún momento del reinado del rey Indulf (954-962), los escotos conquistaron la fortaleza llamada Eden, es decir, Edimburgo. El control escocés sobre Lothian se vio fortalecido con la victoria de Malcolm II en la batalla de Carham (1018) sobre Northumbria. Los escotos tenían alguna autoridad sobre Strathclyde desde la última parte del siglo ix, pero el reino mantuvo a sus propios gobernadores, y no está claro que los escotos tuvieran la suficiente fuerza para ejercer su autoridad.
El reinado del rey Duncan desde el 1034 estuvo empañado por acciones militares fracasadas, y fue derrotado y muerto por el Señor de Moray, Macbeth de Escocia, que llegó a ser rey en el año 1040. Macbeth gobernó durante diecisiete años, de forma tan pacífica que pudo permitirse peregrinar a Roma. Sin embargo, fue derrocado por el hijo de Duncan, Malcolm, quien dieciocho meses más tarde derrotó al sucesor de Macbeth, Lulach, para proclamarse rey como Malcolm III. En la posterior propaganda medieval, el reinado de Duncan fue retratado positivamente, mientras que la figura de Macbeth fue vilipendiada. William Shakespeare siguió esta historia distorsionada para retratar a ambos hombres en Macbeth.
Fue Malcolm III, no su padre Duncan, quien hizo más por crear la dinastía que gobernó Escocia durante los siguientes dos siglos, de forma exitosa en comparación con otros. Parte de este éxito fue el gran número de hijos que tuvo, como mucho, una docena, a través del matrimonio con la viuda o la hija de Thorfinn Sigurdsson, jarl de las Orcadas y después con la princesa anglo-húngara, Margarita, nieta de Edmundo II Brazo de Hierro. Sin embargo, a pesar de tener una esposa real anglosajona, Malcolm pasó la mayor parte de su reinado realizando incursiones contra los ingleses para capturar esclavos, que se añadió a los males de este reino a raíz de la invasión normanda de Inglaterra y el Estremecimiento del Norte. Mariano Escoto relata que "los galeses y los franceses devastaban a los ingleses; y [los ingleses] fueron dispersados y murieron de hambre, y fueron obligados a comer carne humana.
Las incursiones de Malcolm y sus reclamaciones de sus derechos al trono inglés provocaron la interferencia de los gobernantes normandos de Inglaterra en el reino escocés. Se había casado con la hermana del pretendiente nativo inglés al trono de Inglaterra, Edgar Ætheling. En 1080, Guillermo I de Inglaterra envió a su hijo con la intención de invadir Escocia. Malcolm se sometió a la autoridad del rey, y le entregó a su hijo mayor, Donnchad, como rehén. El rey Malcolm murió en una de estas incursiones, en 1093.
La tradición habría hecho de su hermano, Domnall Bán, su sucesor, pero parece ser que fue su hijo mayor (que tuvo con Margaret), Edward, que fue elegido su sucesor. Con Malcolm y Edward muertos en la misma batalla, y sus otros hijos demasiado jóvenes para ser reyes, Domnall fue coronado rey. Sin embargo, Duncan II el hijo mayor de Malcolm de su primera esposa, obtuvo respaldo por parte de Guillermo II de Inglaterra y tomó el trono, pero de acuerdo con la Crónica anglosajona sus seguidores ingleses y franceses fueron masacrados, y Duncan II fue asesinado poco después en ese mismo año por el aliado de Domnall, Máel Petair de Mearns. Sin embargo, en 1097, Guillermo II de Inglaterra envió a otro hijo de Malcolm, Edagardo de Escocia a tomar el trono. La subsiguiente muerte de Domnall Bán garantizó el ascenso de Edgardo al trono seguido de un periodo de paz. De lo que pasó en los reinados de Edagardo y su sucesor Alejandro se sabe poco en comparación con sus sucesores. El hecho más notable fue el envío de un camello (o quizás un elefante) al Rey Supremo Muirchertach Ua Briain. Cuando Edagardo murió, su hijo Alejandro fue rey, mientras que su hermano, David fue príncipe de Cumbria y gobernador de Lothian.

### Reyes normando-escoceses: de David I a Alejandro III
El periodo entre la ascensión de David I y la muerte de Alejandro III estuvo marcada por la dependencia y buenas relaciones con los monarcas ingleses. 

## Otros reinos

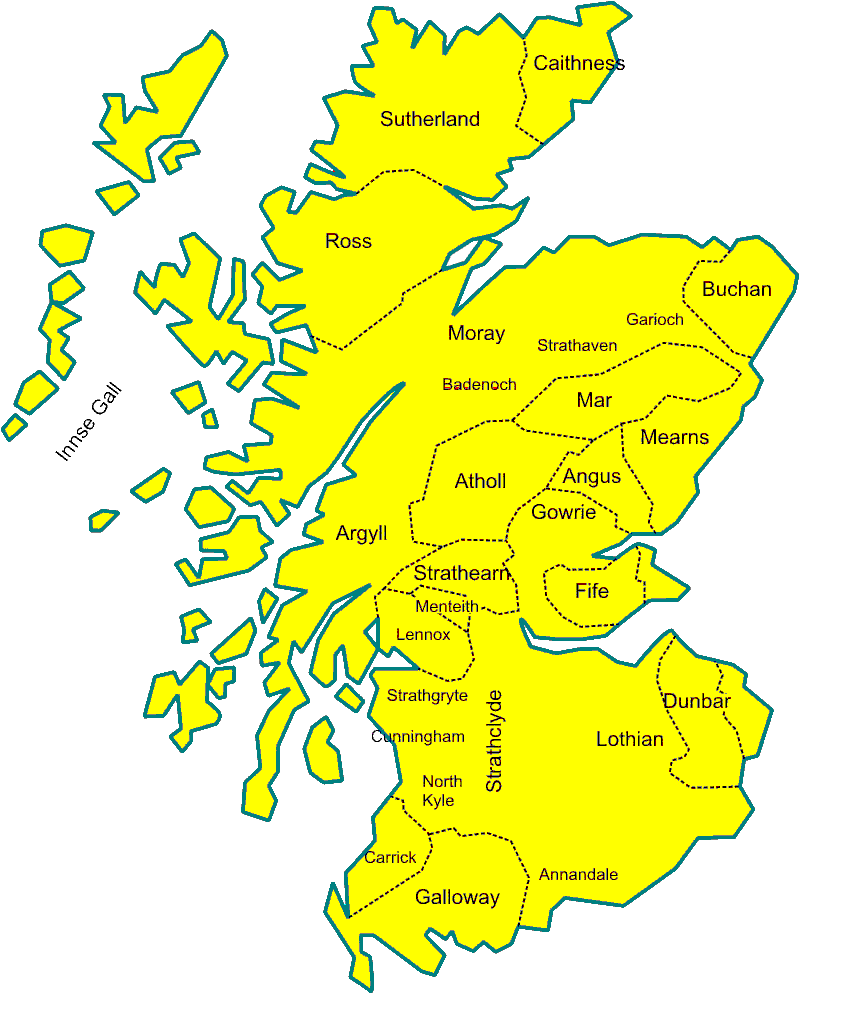
Mapa de los Mormaer y otros señoríos hacia 1230

Entre las Historias nacionales y el deseo de los historiadores de explicar y legitimar las entidades nacionales modernas, es fácil olvidar que el Reino de Alba no era la única fuente de autoridad real en el norte de Gran Bretaña. De hecho, hasta la era normanda, y quizás hasta el reinado de Alejandro II, el rey escocés controlaba solo una minoría de la que vivía en las fronteras de la moderna Escocia, del mismo modo que los monarcas franceses de la Edad Media solo tenían el control de partes de lo que hoy es Francia. El Mormaer de Moray no solo era llamado "rey" en las fuentes escandinavas e irlandesas, pero antes de Máel Snechtai de Moray, Rey de Alba/Escocia. Después de Máel Snechtai, las fuentes irlandesas les llaman simplemente "reyes" de Moray, de hecho se hizo cargo de todo el reino de Escocia en 1040, bajo Macbeth de Escocia (1040-1057) y su sucesor Lulach de Escocia (1057-1058). Sin embargo, Moray fue sometido por los reyes escoceses después de 1130, cuando el último gobernante nativo, Óengus de Moray, fue derrotado en un intento de alcanzar el trono escocés.
Galloway, igualmente, fue un señorío con una autoridad real. En una carta del reino, datada del reinado de Fergus de Galloway en la que el mismo Fergus firmaba como rex Galwitensium, rey de Galloway. Los cronistas irlandeses continuaron llamando a los sucesores de Fergus, reyes, sin embargo, los escotos obtuvieron mayor control después de la muerte de Gille Brigte y la instalación en el trono de Lochlann, en 1185. Galloway no fue totalmente absorbido por Escocia hasta 1235, hasta que la rebelión de Gille Ruadh fue aplastada.
Galloway y Moray no fueron los únicos territorios con una autoridad real reconocida. Los gobernadores de la isla de Man y las Hébridas, y los gobernantes de Argyll tenían un estatus de reyes, incluso algunos escritores latinos de la época los llamaban simplemente reyes. Los señores de Lennox se referían a sus predecesores como Reyes de Balloch. Otro reino, el de Strathclyde (o Cumbria), había sido incorporado a Escocia en un lento proceso que empezó en el siglo ix y acabó hasta quizás el siglo xii.

## Geografía
Ni las fronteras políticas o fronteras teóricas de Escocia en este periodo, como Alba o Scotia, corresponden exactamente con la moderna Escocia. La aproximación más cercana se produjo a finales del siglo xiii, cuando en el Tratado de York (1237) y el Tratado de Perth (1266) se fijaron las fronteras entre el Reino de los Escotos con Inglaterra y Noruega respectivamente. Más tarde, Berwickshire y la isla de Man se perdieron a favor de Inglaterra, y las Órcadas y Shetland fueron adquiridas de Noruega en el siglo xv.
Hasta el siglo xiii, el nombre de Escocia hacía referencia a la tierra al norte del Forth, y por esta razón los historiadores usan a veces el término de "Escocia de verdad" o "verdadera". A mediados del siglo xiii, podría incluir todas las tierras gobernadas por el rey de los Escotos, pero el concepto más viejo de Escocia se mantuvo duranto todo este periodo.
Para propósitos legales y administrativos, el reino de los Escotos estaba dividido en tres, o cuatro, zonas: Escocia verdadera (norte y sur de Grampian), Lothian, Galloway y Strathclyde. Como Escocia, ni Lothian ni Galloway tenían la referencia moderna de hoy en día. Lothian podía referirse a la zona sureste, en la que se hablaba inglés medio, y más tarde, incluía gran parte de Strathclyde. Galloway podía referirse a la totalidad de la zona de habla gaélica del suroeste. Lothian estaba dividida de la "Escocia verdadera" por el Forth.

## Economía
La economía escocesa estuvo dominada en este periodo por la agricultura y el comercio a corta distancia. Hubo un incremento del comercio extranjero en este periodo, además de los saqueos militares. Al final de este periodo, las monedas fueron reemplazadas por el trueque, pero en la mayor parte de este periodo la mayoría de los intercambios se hicieron sin el uso de moneda.

Burghs establecidos en Escocia antes de la coronación de Máel Coluim; estas fueron esencialmente las primeras ciudades.

La mayor parte de la riqueza agrícola de Escocia venía del pastoreo, en lugar de arar la tierra. Las tierras arables crecieron significativamente en el "Periodo normando", pero con diferencias geográficas, las zonas bajas estaban más sujetas a la agricultura que las zonas altas como las Highlands, Galloway y las Tierras del Sur. Galloway, en palabras de G. W. S. Barrow, "ya famosa por su ganado, fue tan abrumadoramente ganadera, que hay pocas pruebas en la región de las tierras dedicadas a cultivos permanentes, salvo a lo largo de la costa de Solway". La cantidad media de tierra utilizada por un agricultor en Escocia podría haber sido de alrededor de 26 acres. Hay muchas evidencias de que los escotos favorecieron la ganadería, ya que los señores gaélicos daban tierras a colonos que hablaban el francés y el inglés medio.

## Demografía
La población de Escocia en este periodo es desconocida. No es hasta 1755 cuando se tiene información fiables sobre la población escocesa, cuando era de 1 265 380 habitantes. Sin embargo, mejores estimaciones sitúan la población entre 500 000 y 1 000 000 habitantes. Esta población estaba mucho más uniformemente distribuida que en la actualidad. Podemos estimar que entre el 60 y el 80 % vivía al norte del río Forth, mientras que el resto quedaba repartido entre Galloway, Strathclyde y Lothian. La distribución de obispados y juzgados sugieren una división entre estas tres zonas.
Lingüísticamente, la mayoría de las personas en Escocia en este periodo hablaban gaélico, llamado simplemente escocés o, en latín, Lingua Scotica. Otros idiomas hablados en aquel tiempo fueron el nórdico y el inglés, con la desaparición del idioma cúmbrico en algún momento entre los años 900 y 1100. Los pictos podrían haber sobrevivido durante este periodo, pero hay pocas evidencias de ello. Después del acceso al trono de David I, o quizás antes, el gaélico dejó de ser la principal lengua en la corte real. Desde entonces hasta el final del periodo, los reyes escoceses probablemente favorecieron el idioma francés, como mencionan las crónicas contemporáneas, literatura y la traducción de documentos administrativos al idioma francés. El inglés, junto al francés y al flamenco, fueron los idiomas principales en las ciudades escocesas (Burgh), que aparecieron por primera vez bajo el reinado de David I. Sin embargo, estas ciudades fueron, en palabras de Barrow, "más escasas que los pueblos... numerados en cientos en lugar de miles", y los caballeros normandos eran igualmente escasos en número respecto a la población gaélica de Escocia fuera de Lothian.

## Sociedad

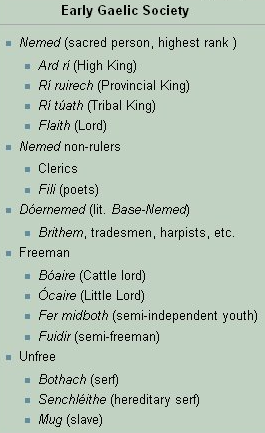
Trabajo propio del autor. Basado en el modelo dado por Fergus Kelly, Early Irish Law.

La sociedad medieval escocesa estaba estratificada. Sabemos más sobre los estatus en la sociedad gaélica que quizás cualquier otra sociedad medieval europea, debido principalmente a la cantidad de textos jurídicos y escritos existentes. Los textos jurídicos que han llegado hasta nosotros conocidos como 'Leyes de Brets y Escotos', enumera cinco tipos de clases: rey, mormaer / earl, toisech / thane, ócthigern y siervo. Para la Escocia anterior al siglo xii habría que añadir a esta clasificación la categoría de esclavos. La diferenciación típica en la sociedad medieval europea, entre los 'bellatores' (los que luchan, aristócratas), los 'oratores' (los que rezan, clero), y los 'labratores' (los que trabajan, los campesinos), era inútil para entender la sociedad escocesa en el periodo más temprano, pero es más útil en el periodo posterior al rey David.
La mayoría del territorio dominado por el Rey de los Escotos al norte del río Forth estaba directamente bajo un señor que en gaélico escocés era llamado Mormaer. El término era traducido al latín como 'comes' y era engañosamente traducido como Earl. Estos señores ejercen el poder secular y religioso como reyes a pequeña escala. Tenían sus propias tropas y seguidores, promulgaban sus leyes, hacían cumplir la ley y el orden interno en sus provincias. A pesar de sus prerrogativas, eran responsables de recaudar el 'cain' para el rey, un tributo que era pagado varias veces al año, normalmente en ganado o en otro tipo de bienes mediante trueque. También tenían que proporcionar el 'conveth' al rey, una especie de tributo que se demostraba con la hospitalidad al rey, ofreciéndole comida y alojamiento, o en su lugar, con un pago mediante trueque. En la era normanda, ellos proporcionaban el 'servitum Scoticanum' ("servicio gaélico", "servicio escocés" o simplemente 'forinsec') y dirigían al ejército.
Un 'toísech' ("cacique") era como un mormaer, que prestaba a su señor los mismos serviciosque un mormaer prestaba al rey.